# Samsung Galaxy A13
O Samsung Galaxy A13 é um smartphone Android desenvolvido e fabricado pela Samsung Electronics. Faz parte da série Galaxy A, que é voltada para o mercado intermediário. Os modelos 4G LTE e 5G foram lançados respectivamente em março e dezembro de 2021, com especificações e recursos diferenciados.

## Software
O smartphone sai de fábrica com sistema operacional móvel Android 12 com a interface One UI 5.0 da Samsung.

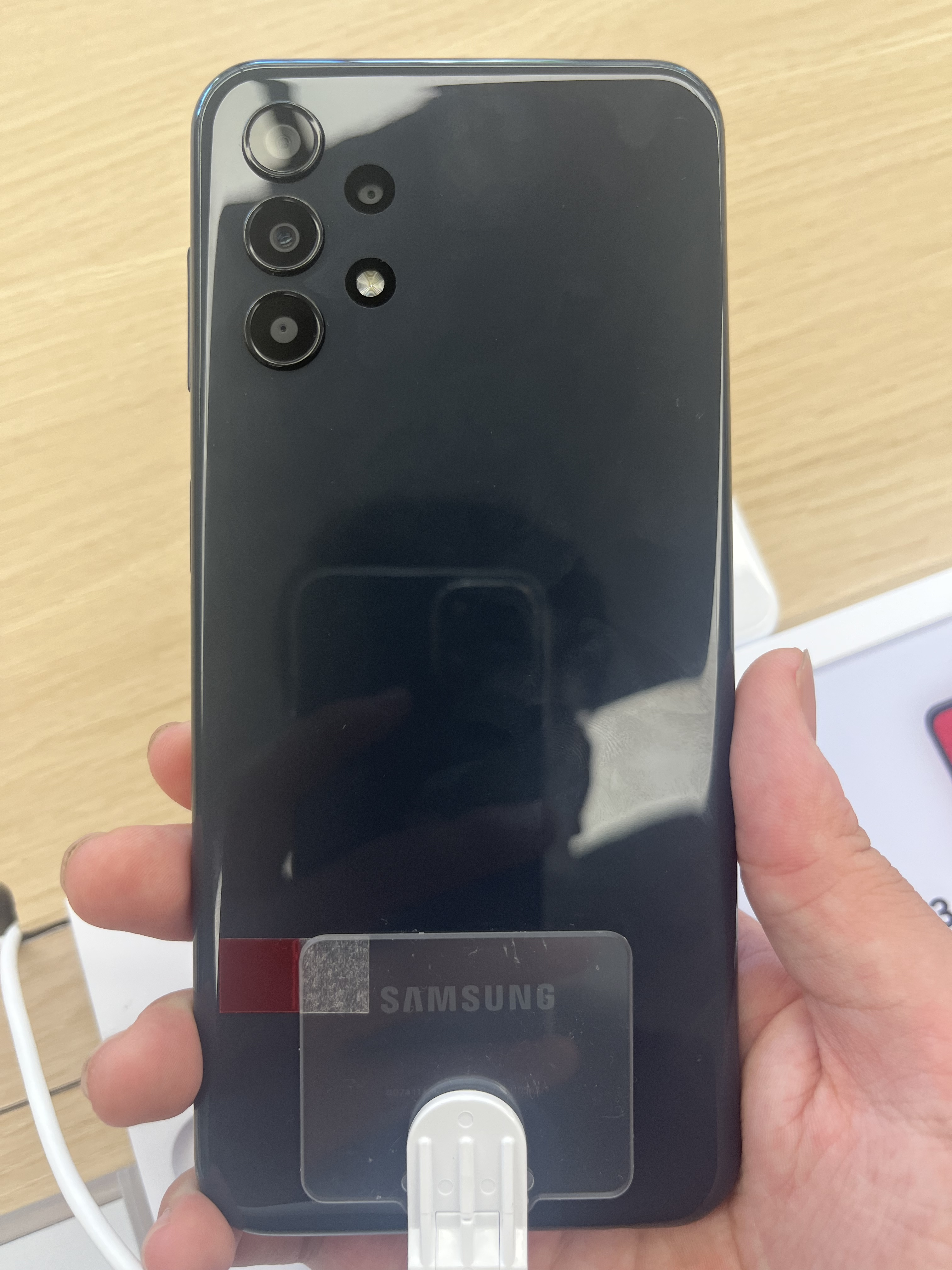
Traseira do Samsung Galaxy A13